# Whitney (Nevada)
Whitney è una census-designated place (CDP) degli Stati Uniti d'America, situata nella contea di Clark, nello stato del Nevada. Si trova a sud-est della città di Las Vegas. Al censimento del 2000 possedeva 18.273 abitanti.